# BOHEMIAN SUMMER 2000
『BOHEMIAN SUMMER 2000』（ボヘミアン・サマー・にせん）は、日本の歌手、宇多田ヒカルによって2000年に行われたライブツアーの名称。転じて、同ライブツアーの映像を収録した映像作品。ここでは併せて解説する。

## 解説
ツアー開催時の名称は『BOHEMIAN SUMMER ～宇多田ヒカル Circuit Live 2000』である。2000年12月9日発売。この作品からDVDシングルを除いて、VHSとDVDが同時発売されるようになった。
2000年7月～8月に行われた宇多田ヒカル初の全国ツアー（全国10か所、追加公演含む21公演）の中から、その追加公演となった千葉マリンスタジアムでのライブの模様を収録。全21曲、尾崎豊や山口百恵の楽曲のカヴァーも収録されている。
ちなみにセットリストは各会場で異なり、「はやとちり」「プレイバックPart2」「First Love -John Luongo Remix」など会場によって披露されていない楽曲がある（特にカヴァー曲はツアー中に宇多田自身がやりたいと言い出しセットリストに加えたもの）。この映像を収録した追加公演では、ツアーバンドが出来る全ての楽曲を披露したとのこと（ライブMCより）。
オリコン週間DVDランキングで2週連続総合首位を獲得。女性アーティストによるライブDVDとしてはオリコン史上初。また累積30.3万枚を売り上げ2000年音楽映像ソフトランキングで年間一位となった。

## 収録曲
1. Addicted To You
2. タイム・リミット
3. In My Room
4. time will tell
5. Never Let Go
6. Fly Me To The Moon (In Other Words)
7. Another Chance
8. For You
9. Automatic
10. Take On Me (a-ha)
11. Give Me A Reason
12. はやとちり
13. I LOVE YOU（尾崎豊）
14. プレイバックPart2（山口百恵）
15. Movin' on without you
16. First Love
17. Wait&See 〜リスク〜
18. 甘いワナ〜Paint It, Black
19. Living On My Own
20. B&C
21. First Love-John Luongo Remix